# 千葉県立大原高等学校
千葉県立大原高等学校（ちばけんりつ おおはらこうとうがっこう）は、千葉県いすみ市大原にある県立高等学校である。

## 沿革
- 1928年（昭和3年）4月 - 大原町立大原実科高等女学校として開校。
- 1943年（昭和18年）4月 - 千葉県へ移管。
- 1948年（昭和23年）4月 - 千葉県立大原高等学校となる。
- 1994年（平成6年） - 健康スポーツ科を開設[1]
- 2013年（平成25年） - 健康スポーツ科の募集を停止[2]。
- 2015年（平成27年）4月 - （旧）大原高校、千葉県立岬高等学校、千葉県立勝浦若潮高等学校が統合し、総合学科の大原高校を新設[3]。
大原の高校名と新設校の本校舎を継承する[3][2]。

## 学科
総合学科
- 文理系列
- 園芸系列
- 生活福祉系列
- 海洋科学系列

統合後も旧岬高校の農場と旧勝浦若潮高校の実習場を園芸や水産関係の実習施設として利用する。総合学科の海洋科学系列は勝浦若潮高の海洋科学系の学科から継承した。。
2014年以前入学者
- 普通科

## 交通
- JR外房線大原駅より徒歩10分